# Georges Cuisenaire
Georges Cuisenaire (Quaregnon, 7 de septiembre de 1891 - Thuin, 31 de diciembre de 1975), también conocido como Emile-Georges Cuisenaire, fue un profesor belga de educación primaria quien inventó las regletas de Cuisenaire, una herramienta de ayuda en enseñanza de las matemáticas.

## Biografía
En 1907 se graduó en el Conservatorio de Música de Mons, donde obtuvo un primer premio de violín.
En 1945, después de muchos años de investigación y experimentación, creó una serie de tiras de cartón de colores, útiles para enseñar la aritmética a niños pequeños. El método de las "regletas de Cuisenaire" revolucionó la aritmética al convertirse en un instrumento de extraordinaria eficacia cuyas cualidades pronto fueron reconocidas por los educadores y psicólogos de todo el mundo. Su enfoque es tomado por miles de profesores en más de sesenta países. En 1951 se publicó la primera edición del folleto Los colores de los números en Bélgica. Mientras tanto, en 1948  se convirtió en profesor, fundador y director de la Escuela Industrial de Thuin.
Dio más de dos mil conferencias y demostraciones de su método de aprendizaje en auditorios de varias universidades.
El 11 de enero de 1968 recibió la insignia de Oficial de la Ordré de Leopoldo, y en 1973 la Unesco recomienda el uso de equipos de Cuisenaire y sugiere la reforma de los programas de cálculo basados en su método.